# Pseudohalonectria miscanthicola
Pseudohalonectria miscanthicola är en svampart som beskrevs av Shenoy, Jeewon & K.D. Hyde 2005. Pseudohalonectria miscanthicola ingår i släktet Pseudohalonectria och familjen Magnaporthaceae.   Inga underarter finns listade i Catalogue of Life.